# Start-Up (televisieserie, 2020)
Start-Up (Hangul: 스타트업; Seutateueop) is een Zuid-Koreaanse dramaserie die van 17 oktober tot 6 december 2020 door tvN werd uitgezonden. In de hoofdrol speelden Bae Suzy, Nam Joo-hyuk, Kim Seon-ho en Kang Han-na.

## Rolverdeling
- Bae Suzy - Seo Dal-mi
- Nam Joo-hyuk - Nam Do-san
- Kim Seon-ho - Han Ji-pyeong
- Kang Han-na - Won In-jae/Seo In-jae